# Hugo Kracht
Hugo Kracht (* 16. März 1870 in Gelsenkirchen; † 23. September 1953 in Bad Laasphe) war ein deutscher Lehrer, Autor von Wanderliteratur, Mitbegründer des Deutschen Jugendherbergswerks und langjähriges Vorstandsmitglied im Sauerländischen Gebirgsverein (SGV).

## Leben
Kracht arbeitete nach seiner Ausbildung als Lehrer in Katernberg-Stoppenberg bei Essen. 1893 trat er dem SGV bei und gründete 1901 dort die lokale SGV Ortsabteilung Katernberg-Stoppenberg, der er bis 1933 vorstand. Noch weitere 25 Ortsabteilungsgründungen durch ihn folgten im Laufe der Zeit. 1919 bis 1933 bekleidete er das Amt des stellvertretenden Hauptvorsitzenden des SGV-Gesamtvereins. 
Unter Karl Eugen Dellenbusch wirkte er als Obmann der SGV-Bezirke Unteruhr und Wittgenstein und betreute den Bau des Kohlberghauses. Er war an der Gründung des Deutschen Jugendherbergswerks beteiligt und ermöglichte durch die Sammlung von Spenden unter planerischer Beteiligung seiner SGV Ortsabteilung den Bau einer Jugendherberge an der Hasper Talsperre. Während Dellenbuschs Inhaftierung übernahm er ab August 1945 vorläufig den Hauptvorsitz des SGV, bis 1947 wieder ein ordentlicher Vorstand gewählt werden konnte.

## Schriften
Neben seiner Vereinsarbeit fand er Zeit, 1907 ein „Sommerfrischen- und Gasthofverzeichnis des Sauerlandes“ herauszugeben, das in seiner zweiten Auflage 1909 insgesamt 443 Orte umfasste. Sein Wanderführer „Sauerländisches Wanderbuch“ erschien bis zu seiner Vereinigung mit dem „Sauerlandführer“ von Karl Kneebusch 1928 in sieben Auflagen. Das gemeinsame Werk „Führer durch das Sauerland, Siegerland, Wittgensteiner Land, Bergische und Oberbergische Land, Waldeck und das Gebiet der unteren Ruhr“ erlebte bis 1974 insgesamt 34 Auflagen und wurde mehr als 215.000 mal gedruckt.
Ebenfalls in mehreren Auflagen erschien sein 1909 geschriebener „Führer durch das von der Hauptwegekommission des SGV aufgestellte Hauptwegenetz“, mit dem er die Arbeit seines Freundes Robert Kolb dokumentierte. 1931 arbeitete er das Liederbuch „Frisch Auf!“ des Hagener SGV Abteilung um.

## Ehrungen
- Benennung der Krachtstraße in Gelsenkirchen-Bismarck
- Kracht-Gedenkstein in Bad Laasphe
- Umbenennung des 80 Kilometer langen Bezirkswanderwegs ◇10 (SGV-Bezirk Unterruhr) von Schloss Oberhausen nach Essen-Katernberg in Hugo-Kracht-Weg
- Benennung einer Rasthütte südlich von Bad Laasphe als Hugo-Kracht-Hütte